# Felipe Morais
Felipe de Morais Barbosa Penna dos Santos dit Felipe Morais, né le 29 août 2008 à Conselheiro Lafaiete au Brésil, est un footballeur brésilien qui évolue au poste de milieu offensif au Cruzeiro EC.

## Biographie

### En club
Né à Conselheiro Lafaiete au Brésil, Felipe Morais joue pour le Mineiros EC avant de rejoindre le Cruzeiro EC en 2017 à l'âge de neuf ans, et y est formé. Il intègre l'équipe première pour la première fois en 2024 en commençant à participer à des entraînements.
Le 15 octobre 2024, il signe son premier contrat professionnel avec son club formateur,.

### En sélection
Avec l'équipe du Brésil des moins de 17 ans il dispute le championnat sud-américain des moins de 17 ans en 2025. Il participe au sacre de son équipe, qui s'impose en finale contre la Colombie après une séance de tirs au but.

## Palmarès

### Sélection
Brésil moins de 17 ans
- championnat sud-américain des moins de 17 ans
  - Vainqueur : 2025